# Martiri di San Saba
I santi martiri di San Saba furono un gruppo di 20 monaci del monastero di San Saba in Palestina, che subirono il martirio nel marzo 797.

## Agiografia
Di questi santi martiri esiste una passio in greco e una traduzione in georgiano, scritta dal monaco Stefano, su richiesta dell'egumeno Basilio, entrambi del monastero di San Saba in Palestina, nel patriarcato di Gerusalemme.
Secondo questa passio, durante un'incursione dei saraceni il 19 o 20 marzo 797, all'epoca del patriarca Elia II di Gerusalemme, il monastero fu saccheggiato e 20 monaci, dopo aver subito diverse torture, furono rinchiusi nella chiesa della Theotókos, che fu data alle fiamme. I monaci morirono per le esalazioni di fumo.

## Culto
I martiri di San Saba sono ricordati nei sinassari bizantini sia il 19 che il 20 marzo. Nel martirologio romano della Chiesa cattolica i martiri sono celebrati il 20 marzo e ricordati con queste parole:
(Martirologio Romano. Riformato a norma dei decreti del Concilio ecumenico Vaticano II e promulgato da papa Giovanni Paolo II, Città del Vaticano, 2004, p. 271)